# Margarete Seiff
 Margarete Seiff (* 24. April 1896 in Shanghai, China; † 1. Juni 1976 in Bonn, Deutschland) war eine deutsche Psychoanalytikerin.  Sie führte 1949 die bis dahin in Deutschland unbekannte analytische Gruppentherapie ein und stellte die erste Therapiegruppe 1950 zusammen.

## Leben und Werk
Seiff war das ältestes von vier Kindern des deutschen Missionars Paul Kranz und der in Kanada geborenen Emma Algar. Sie wurde in China von einer Amme aufgezogen und zog 1911 mit ihrer Familie nach Bielefeld. Zunächst studierte sie in München ab 1917 Jura und lebte mit Margarete Seiff, der Schwester ihres späteren Ehemanns zusammen. Sie wechselte dann in Jena das Studienfach und studierte Nationalökonomie, Philosophie und Psychologie. Seiff heiratete Anfang der 1920er Jahre in Jena ihren Kommilitonen, den Agrarwissenschaftler Rudolf Seiff, mit dem sie von 1922 bis 1938 sechs Kinder bekam. Da ihr Mann zeitweise unter Depressionen litt, machte er von 1930 bis 1943 eine Psychoanalyse bei dem Neoanalytiker Harald Schultz-Hencke, den Seiff bereits 1919 bei der Mitorganisation des Allgemeinen Deutschen Studententags in Jena kennengelernt hatte. Sie machte von 1931 bis 1933 bei Schultz-Hencke eine Lehranalyse und weitere einhundert Fortbildungsbehandlungen bei Edith Weigert-Vohwinkel, die 1935 emigrierte.
Danach wurde Seiff Mitglied der Deutschen Psychoanalytischen Gesellschaft (DPG). Sie wurde an dem 1936 gegründeten Deutschen Institut für Psychologische Forschung und Psychotherapie („Göring-Institut“) Mitarbeiterin der Abteilung Erziehungshilfe und war dort von 1940 an Lehranalytikerin und Dozentin. Seiff führte ihre Praxis im eigenen Haus und nachdem dies durch Bomben zerstört worden war, in der Wohnung ihrer Mutter. Ihre Kinder waren während der Kriegszeit aus Berlin evakuiert. Viele der späteren Lehranalytiker gingen bei ihr in die Lehranalyse wie der Psychologe und Sonderpädagoge Eduard Jorswieck (* 23. September 1919), Werner Hopmann, Alfred Köhler und Dorothea Fuchs-Kamp, die Tochter von Adelheid Fuchs-Kamp.

## Nachkriegszeit und Aufbau psychoanalytischer Institute
Seiff gehörte nach dem Krieg zu den engsten Mitarbeitern von Schultz-Hencke neben Adelheid Fuchs-Kamp, Otto Haseloff, Werner Schwidder, Annemarie Dührssen und Julie Cellarius, mit denen sie 1945 die Neoanalytische Vereinigung gründete. Sie hielt Vorträge an Volkshochschulen und engagierte sich 1947 an dem Wiederaufbau des Instituts für Psychotherapie in Berlin. Sie übernahm Vorlesungen und führte Lehr- und Kontrollanalysen durch. Als freie Mitarbeiterin stellte sie 1949 am von Schultz-Hencke und Werner Kemper gegründeten Berliner Zentralinstitut für psychogene Erkrankungen der Versicherungsanstalt Berlin die für Deutschland erste analytische Therapiegruppe zusammen. Die Gruppe bestand aus acht älteren Patientinnen, die als prognostisch ungünstig eingestuft worden waren. Von diesen zeigten fünf eine sehr positive Entwicklung, die mit Einzeltherapie nach bisheriger Erfahrung nicht zu erreichen gewesen wäre.
Sie zog 1951 mit ihrem Mann nach Bonn und war maßgeblich am Aufbau psychoanalytischer Institute der Deutschen Psychoanalytischen Gesellschaft (DPG) beteiligt, so 1954 bei dem Institut für Psychoanalyse und Psychotherapie in Göttingen am Landeskrankenhaus Tiefenbrunn. In den Anfangsjahren reiste sie monatlich zu Lehr- und Kontrollanalysen nach Göttingen, wo die Psychoanalytikerin Melitta Mitscherlich zu ihren ersten Examenskandidaten gehörte.
Seiff gründete 1958 mit Thea von Beckerath, Günther Elsässer, Gerhard Kloska, Melitta Mitscherlich, Rolf Phieler, Magda Quint und Hans Quint das Institut für analytische Psychotherapie im Rheinland e.V. (IPR). Es war das erste Ausbildungsinstitut im Rheinland und eines der ersten psychoanalytischen Institute in der Bundesrepublik. Bis 1972 war es das einzige psychoanalytische Ausbildungsinstitut in Köln und Umgebung. Seiff unterstützte indirekt durch Lehr- und Kontrollanalysen auch die Konstituierung der Institute in Freiburg und Hannover.

## Veröffentlichungen (Auswahl)
- Elternerziehung. In R. Bilz: Psyche und Leistung, Bericht über die 3. Tagung der Deutschen Allgemeinen Ärztlichen Gesellschaft für Psychotherapie in Wien, September 1940. Stuttgart 1941, S. 78–87.
- The analysis of ambivalence as a character trait as an opening to the psychoanalytic therapy [Die Aufhellung der charakterlichen Ambivalenz als Zugang zur psychoanalytischen Therapie]. Vortrag auf dem Internationalen Psychoanalytischen Kongress in Zürich 1949.
- Gruppentherapie bei psychosomatischen Störungen. Analytische Psychotherapie und Erziehungshilfe 3, 1951, S. 70–73; Gruppenpsychotherapie und Gruppendynamik 55 (1), 2019, S. 75–82
- mit Hans Molinski: Einige psychische Reaktionen bei der Einnahme von Ovulationshemmern. Zeitschrift für Psychotherapie und medizinische Psychologie 17, 1967, S. 203–215.
- mit Hans Molinski: Charakterstruktur und Konflikt bei Schwangerschaftserbrechen. Zeitschrift für Psychosomatische Medizin und Psychoanalyse Vol. 16, Nr. 4, 1970, S. 311–314.